# MESSaGE (TM NETWORKの曲)
『MESSaGE』（メッセージ）は、TM NETWORKの32枚目のシングル。

## 背景
ライブ『Log-on to 21st Century』の会場のみで先行発売され、ROJAMのホームページ上で配信・通信販売され、この曲からインディーズ発売となる。インターネット限定販売となっており一般のレコード店では取り扱っていない。

## 音楽性
タイトル通り『情報化社会の中で何が大事なのか見極めることが必要だ』というメッセージソングである。これはアルバム『Major Turn-Round』全体のコンセプトの一つでもある。
カップリング曲の「TV-MIX」はボーカルパートが無く、コーラスパートが入っている一般的に「オリジナルカラオケ」と呼ばれるものであり、「Instrumental」はこれまでの作品同様にコーラスも一切入っていない純然たるインストゥルメンタルである。この作品以降のシングルは、カップリングに「TV-MIX」か「Instrumental」のどちらかのバージョンが収録されている。

## 収録曲
| 全作詞: 小室みつ子、全作曲・編曲: 小室哲哉。 |                           |            |            |      |
| #                                            | タイトル                  | 作詞       | 作曲・編曲 | 時間 |
| 1.                                           | 「MESSaGE」(Original mix) | 小室みつ子 | 小室哲哉   | 5:14 |
| 2.                                           | 「MESSaGE」(TV-mix)       | 小室みつ子 | 小室哲哉   | 5:14 |
| 3.                                           | 「MESSaGE」(Instrumental) | 小室みつ子 | 小室哲哉   | 5:11 |
| 合計時間:                                    | 合計時間:                 | 15:39      |            |      |

## クレジット
- Produced, Mixed: 小室哲哉
- Art direction, Design : 天野和俊

## 収録アルバム
- Major Turn-Round (ALBUM VERSION)
- キヲクトキロク (KIOKU REMIX)
- Gift from Fanks T (Original mix)